# قائمة قصور النمسا

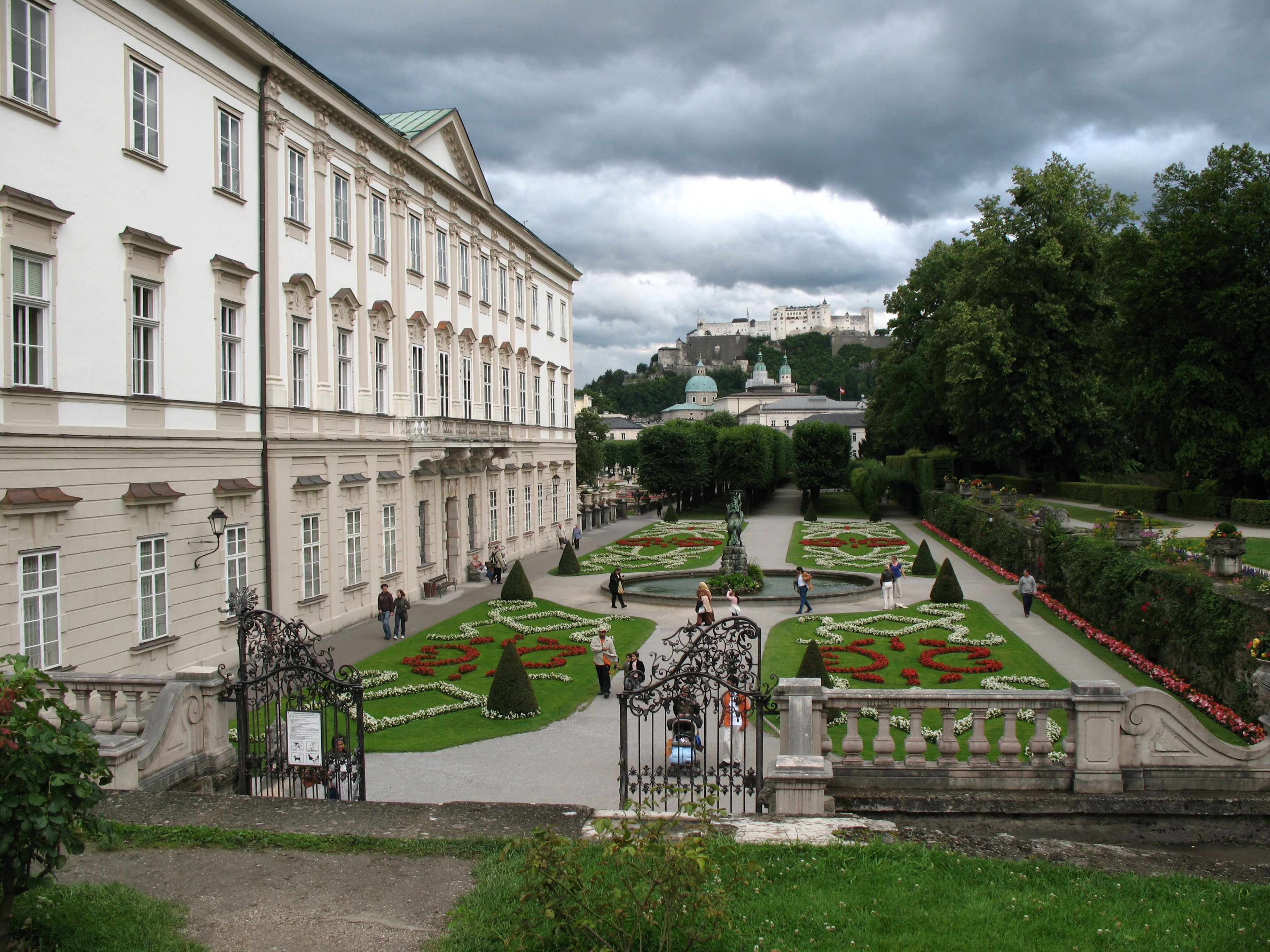
قصر ميرابل

قصر هو مقر إقامة كبير، وخاصة ما يتعلق بالمقرات الملكية والرئاسية، أو الأعيان رفيعي المستوى، كالأساقفة، كما يطلق قصر على المباني الفخمة والمزخرفة.

## قائمة قصور النمسا
تحتوي هذه القائمة على أسماء قصور في النمسا.
- ألبرتينا (فيينا)
- بيلفيدير (فيينا)
- سفارة روسيا في النمسا
- قصر الأسقف (فيينا)
- قصر توديسكو
- قصر شونبرون
- قصر هانسين
- قصر ميرابل
- هوفبورغ